# Національне питання
Національне питання — сукупність політичних, економічних, правових, культурницьких, освітніх та інших проблем, що проявляються у процесі внутрішнього та міждержавного спілкування націй чи народностей. Національне питання — це питання про відносини між націями в багатонаціональних країнах, про умови їхнього вільного розвитку, досягнення національної незалежності.

## Історія
Комуністичні режими розцінювали національні суперечності та національний гніт як неминучий наслідок класових антагонізмів в експлуататорському суспільстві. Вони розглядали ці відносини як конкретно-історичні і такі, що визначаються суспільно-економічними формаціями. З погляду комуністичної ідеології, національне питання, що виникає в ході боротьби націй і народів за національне визволення, особливої гостроти набуває з зародженням капіталізму і основних класів цього суспільства — буржуазії та пролетаріату, з появою національно-визвольних рухів, які на першому етапі їхнього розвитку очолює прогресивний клас буржуазії, що, на думку комуністів, використовує ці рухи насамперед для створення національних держав і утвердження свого панування на внутрішніх ринках.
К. Маркс і Ф. Енгельс розглядали національне питання у тісному зв'язку з соціальними проблемами, від розв'язання яких залежало і його вирішення, а саме з ліквідацією будь-якого національного гноблення. «Маніфест Комуністичної партії» стверджував, що національне питання породило «буржуазне суспільство» і його буде розв'язано тільки тоді, коли буде знищено експлуатацію людини людиною. Розроблене основоположниками марксизму вчення з національного питання — складова частина теорії соціалістичної революції. Тому марксизм-ленінізм підпорядковував його загальному питанню суспільно-політичного розвитку людства на шляху від капіталізму до соціалізму, питанню про перемогу пролетарської революції та встановлення диктатури пролетаріату. Саме у такому ключі розглядалося національне питання у багатонаціональному СРСР. Оскільки ще в 1930-х рр. Радянський Союз узяв курс на побудову соціалізму і ліквідацію класових антагонізмів, то оголошувалося «розв'язання» й національного питання, а Українська РСР подавалася як приклад успішного і навіть зразкового розв'язання в СРСР національного питання. Але криваві міжнаціональні конфлікти, які спалахнули у Радянському Союзі в останні роки його існування, а потім і сам розпад радянської імперії за активної участі УРСР, розвіяли цей ідеологічний міф.
Після проголошення незалежності національне питання в Україні наприкінці ХХ — на початку ХХІ ст. стало однією з найпопулярніших тем історичних досліджень. Відкинувши комуністичну зашореність, науковці заходилися шукати нові дослідницькі підходи. Зокрема, перспективи розв'язання національного питання почали пов'язувати з модернізаційними процесами, тобто переходом від традиційного, аграрного суспільства до індустріального, який почався у Західній Європі з кінця XVIII ст. і поступово охопив увесь світ: як самостійні, так і залежні країни, серед яких була й Україна, що у ХІХ — на початку ХХ ст. входила до Російської та Австро-Угорської імперій.
Модернізація змінила соціальну структуру суспільства і покликала до життя нові суспільні тенденції, зокрема національні рухи у залежних країнах. Модернізаційну схему цих рухів розробив чеський історик і політолог М. Грох. Вона включає три етапи на шляху до національного визволення: 1) відкриття історії, мови й народної культури невеличкою групою вчених; 2) фаза національної агітації патріотів із метою поширення національної самосвідомості на усі верстви суспільства; 3) фаза масового національного руху за здобуття автономії чи політичної незалежності.
У процесі національного відродження етнос, який населяє певну територію, починає усвідомлювати себе як самостійний народ; розгортається процес формування модерної нації. Постає цілий комплекс взаємин етнічної більшості, етнічних меншин і поточної державної влади, які й узагальнюються в терміні «національне питання», яке у світлі модернізаційних змін стало одним із найпотужніших чинників історичного процесу останніх двох сторіч. Зумовлені модернізацією національні рухи докорінно змінили політичну карту світу. З розпадом колоніальної системи на земній кулі почалася ера незалежних держав.

## У працях соціалістів
- «Соціал-демократія і питання національностей» Отто Бауера в 1907 році
- «Питання про національності» Рози Люксембург 1909 року[4]
- «Тези з національного питання»: праці Володимира Леніна 1913 року, вперше опубліковані в 1925 р.[5]
- «Проблема національностей», глава 39 «Історії російської революції», том 3 «Тріумф Рад» Лева Троцького[6]
- «Марксизм і національне питання», брошура Йосипа Сталіна 1913 року про визначення та роль націй у марксизмі.
- «До національного питання в Австрії», статті Альфреда Клара 1937 року на австрійські теми.
- «До питання національностей в Ефіопії» Валлеліня Меконнена у 1969 р.

## Національні питання у світі
- Адріатичне питання
- Вендське питання
- Вірменське питання
- Арумунське питання
- Східне питання
- Німецьке питання
- Ірландське питання
- Єврейське питання
- Карельське питання
- Курдське питання
  - Мосульське питання
- Македонське питання
- Польське питання
- Національне питання Квебеку
- Римське питання
- Українське питання
- Хорватське питання
- Шлезвіг-гольштейнське питання
- Питання Західної Сахари — назва двох резолюцій Організації Об'єднаних Націй:
  - Резолюція Генеральної Асамблеї ООН 34/37
  - Резолюція Генеральної Асамблеї ООН 40/50